# 岩下松雄
岩下 松雄（いわした まつお、1898年 - 1993年）は、日本の建築家。出身地の鹿児島県の建築技師として管内で多くの作品を残した人物である。

## 来歴
鹿児島県立加治木工業学校の出身で、卒業後は満州で鉄道関係施設の設計に携わり、のちに母校で教鞭をとる。1919年（大正8年）には文部省大臣官房建築課に勤務。1925年（大正14年）からは鹿児島県建築課技師となる。
戦後は地元の鹿児島市建築課長・鹿児島市住宅協会理事や、第2代鹿児島県建築士会会長を務めた。1984年に県民表彰される。

## 主な作品
鹿児島測候所（旧鹿児島地方気象台、1933年）は1990年代に取壊され、現在は外観意匠を踏襲した税務署が建つ。
現存のものでは旧鹿児島県立第一高等女学校校舎（現・鹿児島県立鹿児島中央高等学校本館および講堂、1935年、DOCOMOMO JAPAN選定 日本におけるモダン・ムーブメントの建築に選定）が知られる。また、鹿児島城二の丸跡に立地する旧鹿児島県立図書館（現・鹿児島県立博物館、1927年、登録文化財）が確認される。その評価は「RC造の特性を活かし、隅部の塔屋や階段室に曲面を用いた堂々たる建築である。九州初のRC造による大規模な図書館建築であり、また戦災を免れた県内数少ない近代建築の一つで価値の高い作品ともされる」。
この他、鹿児島市住宅協会洲崎団地の監理や、県立旧制第二中学校（現・鹿児島県立甲南高等学校、1930年）にも関わったというが、旧制二中については岩下本人が否定している。